# Cryptus subspinosus
Cryptus subspinosus är en stekelart som beskrevs av Smits van Burgst 1913. Cryptus subspinosus ingår i släktet Cryptus och familjen brokparasitsteklar. Inga underarter finns listade i Catalogue of Life.